# Dirk Hempel (Literaturwissenschaftler)
Dirk Hempel (* 1965 in Cuxhaven) ist ein deutscher Literaturwissenschaftler.

## Leben
Er studierte von 1985 bis 1990 an der Universität München Neuere Deutsche Literatur, Theaterwissenschaft, Deutsche Sprache und Literatur des Mittelalters und wurde dort 1994 promoviert. Im Anschluss war er bis 2005 als wissenschaftlicher Redakteur des Albrecht Knaus Verlags für das Projekt Das Echolot von Walter Kempowski tätig. Er veröffentlichte 2004 eine Biografie über Kempowski und kuratierte 2006/2007 die Ausstellung Kempowskis Lebensläufe an der Akademie der Künste in Berlin.
Nach der Habilitation 2006 an der Universität Hamburg lehrte er dort als Privatdozent und Vertretungsprofessor Neuere deutsche Literatur und war zudem Koordinator des Forschungsverbunds zur Kulturgeschichte Hamburgs. Seit 2012 arbeitet er als freier Autor, Journalist und Lektor.

## Schriften (Auswahl)
- Friedrich Leopold Graf zu Stolberg (1750–1819). Staatsmann und politischer Schriftsteller. Weimar 1997, ISBN 3-412-00396-4.
- Walter Kempowski. Eine bürgerliche Biographie. München 2004, ISBN 3-442-73208-5.
- Literarische Vereine in Dresden. Kulturelle Praxis und politische Orientierung des Bürgertums im 19. Jahrhundert. Tübingen 2008, ISBN 3-484-35116-0.
- Die Manns. Der ‹Zauberer› und seine Familie. Regensburg 2013, ISBN 3-7917-2521-1.